# Sabbat des chats

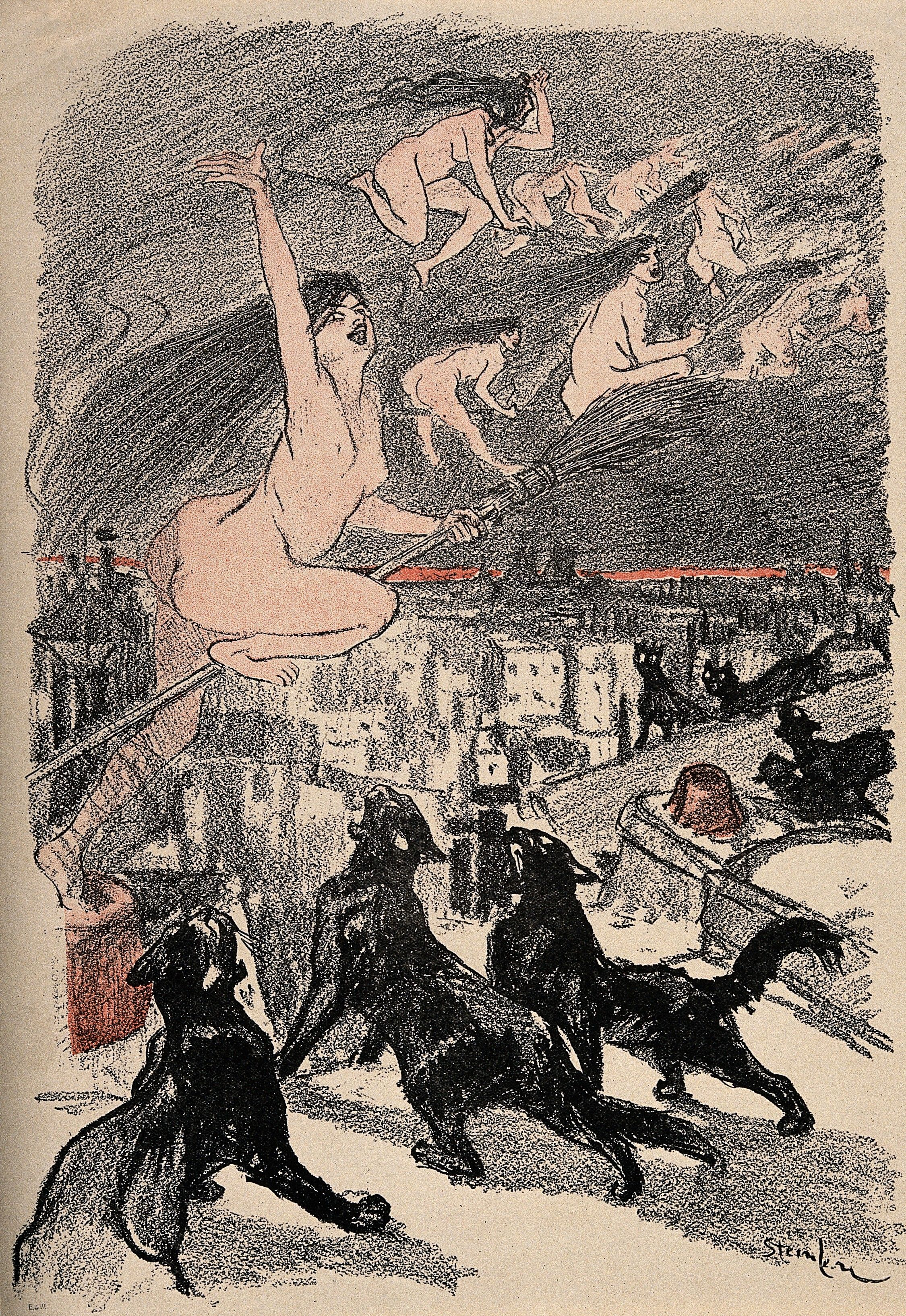
Chats noirs hurlant pendant que les sorcières volent au sabbat, lithographie par Théophile Alexandre Steinlen, 1893

Le sabbat des chats est, dans le folklore et la tradition, une réunion nocturne des chats du voisinage, répondant à l'appel du diable pour une cérémonie de sorcellerie animale, à l'instar du sabbat des sorciers. Lors de la cérémonie, on racontait que les chats-sorciers agissaient, chantaient et parlaient comme des hommes, tout en célébrant leur maître diabolique. Le malheur attendait les passants imprudents qui auraient été témoins de la scène. Cette superstition était surtout répandue dans le centre et l'ouest de la France.

## Le Sabbat des chats
Depuis le Moyen Âge, l'Église catholique associe le chat au diable, à ses maléfices et ses cérémonies. Il lui est dès lors attribué un rôle de premier plan dans les actes prétendus de sorcellerie. À ce titre, il accompagne bien souvent les sorciers et les sorcières à leur sabbat, les sorciers pouvant aussi se métamorphoser en chat pour rejoindre le sabbat. Mais dans certaines régions françaises, la tradition conte que les chats eux-mêmes se réunissent pour des cérémonies analogues, ne rassemblant que leurs congénères ou parfois plus rarement d'autres animaux.

Le dictionnaire de Furetière de 1690 évoque cette tradition : à la définition de Matou, il propose : 

« MATOU : chat masle et entier. Les chates qui sont en chaleur crient après les matous. Les matous courent sur les goutieres. Le peuple croit que les matous vont au Sabbat, ou les Sorciers sous la forme d’un matou. »

— Antoine Furetière, Dictionnaire universel

### Déroulement du sabbat des chats

silhouettes de trois chats noirs

Le moment de l'année de plus favorable pour la cérémonie est de loin la nuit entre le Mardi gras et le Mercredi des Cendres,,, en particulier dans le Poitou et dans la Creuse,, en Berry, Touraine, Gascogne et parfois même en Bretagne. La raison de l'association entre le sabbat des chats et le Mardi gras reste à expliquer. On trouve plus rarement que les chats se rassemblent aussi à la Saint-Jean, à la période de l'Avent, (en particulier dans le Finistère) ou encore pendant la nuit de Noël. Mais parfois ils vont au sabbat toutes les semaines, surtout le samedi. Ces jours-là en tout cas, l'attraction est telle parmi la gente féline qu'« à minuit il n'en reste plus un seul à la maison ». Ils s'esquivent, assure-t-on, de leurs domiciles, au moment où l'on apporte sur la table le dessert du souper ou à minuit précise,. Les propriétaires ont bien du mal à éviter que leur matou aille courir le sabbat : essayer de les enfermer semble inutile, il semble plus efficace de leur couper la queue,.
Comme les sorcières, les chats choisissent pour leur sabbat un lieu isolé des habitations, souvent près d'un carrefour, d'une croix, ou encore un lieu planté d'arbres, en particulier un ormeau ou un saule. Ils peuvent aussi être attirés par de grosses pierres, souvent des mégalithes,, ou les ruines d'un château. En Bretagne, il peut s'agir aussi d'un champ triangulaire,, lieu magique, apparaissant dans plusieurs légendes bretonnes.
Ce sont plutôt les chats noirs qui sont réputés démoniaques, qui partent au sabbat, mais ils ne sont pas si faciles à identifier car « ordinairement ces chats cachent si bien leur jeu que personne ne soupçonne qui ils sont. Mais parfois ils se trahissent, comme celui qui, un soir d'hiver, se chauffait dans l'âtre, avec le fermier et sa famille qui devisaient de chose et d'autre, les mains tendues vers le brasier. Quelqu'un vint à dire que le chat du voisin venait d'être tué. Justement c'était un chat noir, lui aussi : « Robert est mort » ! s'écria tout-à-coup, au grand effroi de tout le monde, celui qui était assis près du feu, et ce disant il grimpa jusqu'au toit par la cheminée. On ne le revit plus. »
Dans le Maine les chats âgés d'au moins huit ans pouvaient seuls y prendre part, ou parfois sept ans ailleurs. Ceux qui participent doivent avoir belle allure et ceux qui portent sur leur robe une trace de brûlure ne sont pas admis aux assemblées nocturnes. Il peut aussi s'agir de sorciers transformés en chats.
Le déroulement de la réunion est variable selon les auteurs. Ce qui domine est souvent le son bruyant des miaulements incessants, mais le plus spectaculaire reste leur capacité à parler ces soirs-là,. Parfois ce sont des cris furieux qui s'élèvent, des querelles et d'épouvantables blasphèmes. Mais ils sont d'autres fois plus réservés, et délibèrent même, « graves comme des prêtres à l'église. »

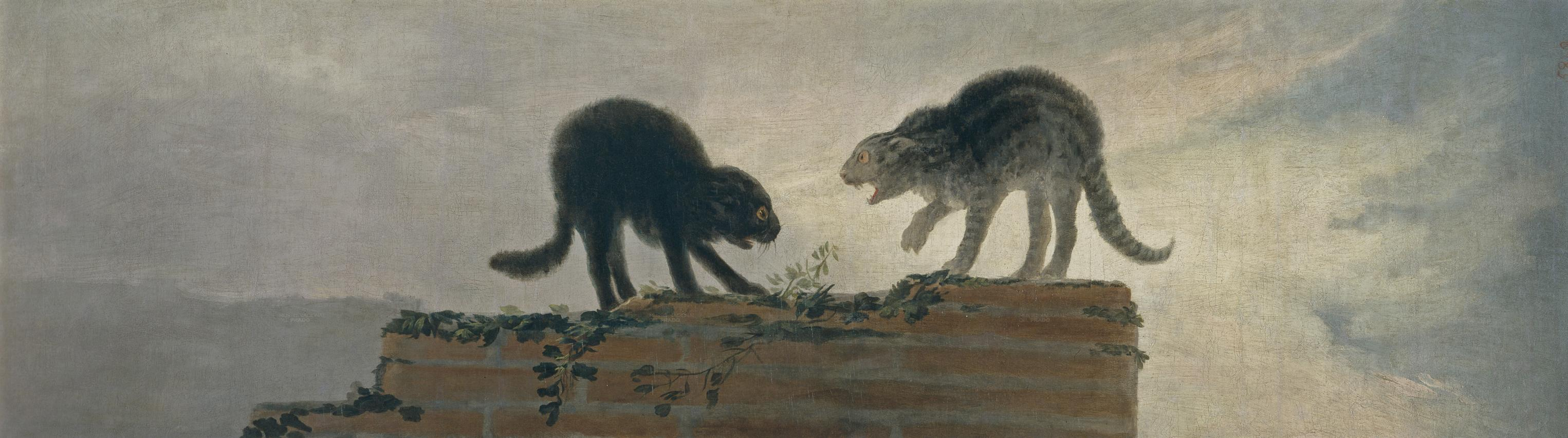
Combat de chats, peinture de Francisco de Goya

Ils peuvent aussi apporter de quoi faire des crêpes, les mangent et organisent ensuite une ronde autour du foyer où elles ont été cuites. La danse est, comme pour les sorcières, une activité dominante. Les chats des environs de la Chapelle-Laurent se rendaient au sommet du volcan du Suc-de-la-Pèze au-dessus du village. Ils suivaient un sentier nommé la piste des chats et arrivaient au sommet à minuit. Le Diable les y attendait et passait au milieu d'eux puis les faisait tourner autour de lui dans une ronde infernale qui durait toute la nuit.

### Du danger à les déranger
Les chats au sabbat n'aiment point à être dérangés. Quand un intrus trouble leurs graves entretiens, ils l'entourent et lui font subir mille avanies. Ensuite, le président du conseil se munit d'une longue aiguille et l'enfonce dans le cœur de l'individu, qui devient hypocondriaque et dépérit lentement,. D'autres humains, si terrifiés de voir tous les chats darder vers eux leurs prunelles brillantes, avaient vu leurs cheveux devenir blancs en une nuit. Mais encore plus souvent, les chats dévorent l'imprudent ou le laissent mort sur place.
On dit que, passant un soir par les bords du lac de Bonlieu, le baron du château y fut tout-à-coup assailli et pris à la gorge par une troupe de chats noirs qui tenaient le sabbat sur un arbre de la forêt, et qu'il succomba sous le nombre, victime de la sorcellerie. Son fantôme erre depuis tristement sur le théâtre de sa catastrophe, tout souillé de son sang.
Il peut arriver que reconnaître son propre chat au milieu du sabbat sauve la vie de son maître, mais parfois au contraire, ce peut être fatal :

« Un paysan revenant d'une foire, à une heure tardive, passait devant un champ triangulaire qu'on appelait Park en tri horn. Il y remarqua une réunion innombrable de chats : il y en avait peut-être plus d'un millier. Parmi eux, le paysan reconnut son propre chat et, le lendemain soir, il demanda si l'on avait remarqué le chat dans la soirée. On lui répondit que non, sans toutefois y prêter aucune attention. « Hé bien, dit-il, » il faut s'en débarrasser. » Le chat entendit le propos de son maître qu'il étrangla dans la nuit même. »

### Le Diable et les chats-sorciers

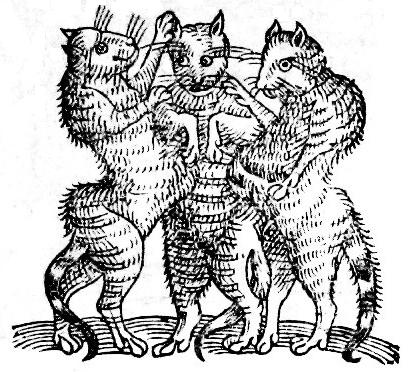
Trois chats, gravure de 1557

Les chats se réunissent autour de leur chef, parfois un « gros chat nouère » qui joue du violon. Les sorcières anglaises le nomment Grimalkin. Il s'agit bien souvent du Diable en personne qui a pris sa forme de chat,. Il est conté que parfois le Diable pouvait faire tourner les chats autour de lui dans une ronde infernale qui durait toute la nuit. Et qu'à l'aube, les chats étaient dévorés les uns après les autres par leur maître. Aussi, quand un chat disparaissait, on disait qu'il s'était rendu au sabbat des chats.
Certaines légendes évoquent le sabbat de chats extraordinaires, différents des simples chats domestiques : ils sont plus gros, fort méchants et pourraient s'apparenter à une sorte de chat-garou. Souvent appelés chats-sorciers, ils portent en Bretagne le nom de Chats-Courtauds. Paul Féval rapporte qu'ils se réunissaient sur les échaliers de Haute-Bretagne.

### Traditions diverses
Une curieuse tradition rapporte qu'à Petosse, on ferre les chats pour qu'en se rendant au sabbat en hiver, ils puissent piétiner sur la glace sans se
casser les pattes,.
Dans le Haut-Maine et la région du Mans,  la chasse fantastique appelée Chasse-Arthur était causée par les chats mâles qui faisaient ce bruit de chasse en allant la nuit au sabbat,.
D'autres animaux malfaisants peuvent se joindre aux chats dans leurs assemblées : des chiens et des loups et parfois même des chèvres.
Le sabbat des chats entretient aussi des relations avec le monde de l'enfance. Ainsi, des enfants sont parfois emportés vers une croix où se tiennent les sabbats des chats, et souvent en passant les mères désolées entendent les gémissements des enfants. D'autres traditions évoquent les enfants morts sans baptême :

« Dans le canton de Matignon (Côtes-d'Armor), on dit que lorsqu'un enfant meurt sans baptême, il faut se hâter de lui mettre un chapelet autour du cou, et de placer dans sa main une fleur de verveine. Si l'on ne prend pas cette précaution, les chats-sorciers enlèvent le pauvre petit mort, et l'emportent auprès de la croix où ils tiennent leur sabbat. Là, ils lui font mille misères, et le tourmenteront jusqu'à la fin du monde. Alors les petits innocents verront finir leurs misères, et entreront dans le Paradis terrestre. »

### Contes
Plusieurs contes populaires mettent en scène des chats au sabbat. Dans l'un d'eux, un paysan qui surprit les chats chantant au sabbat, les aida à finir leur couplet. Les chats reconnaissants lui offrirent un soc de charrue qui ne s'usait jamais. Mais il avait reconnu son chat dans la compagnie diabolique, il lui coupa le bout de la queue pour l'empêcher de retourner au sabbat. Les autres chats pour le venger crevèrent les yeux à son maître qui fut aveugle et mourut dans la misère.
Un autre conte rapporte de la même façon un intrus qui aide les chats à finir leur chanson. Comme il était bossu, les chats magiques lui ôtèrent sa bosse. Un autre bossu à qui l'histoire avait été conté voulut lui aussi se faire guérir par les chats, mais il se trompa et les chats furieux lui ajoutèrent une bosse devant à celle qu'il avait dans le dos.

### Tentatives d'explications rationnelles

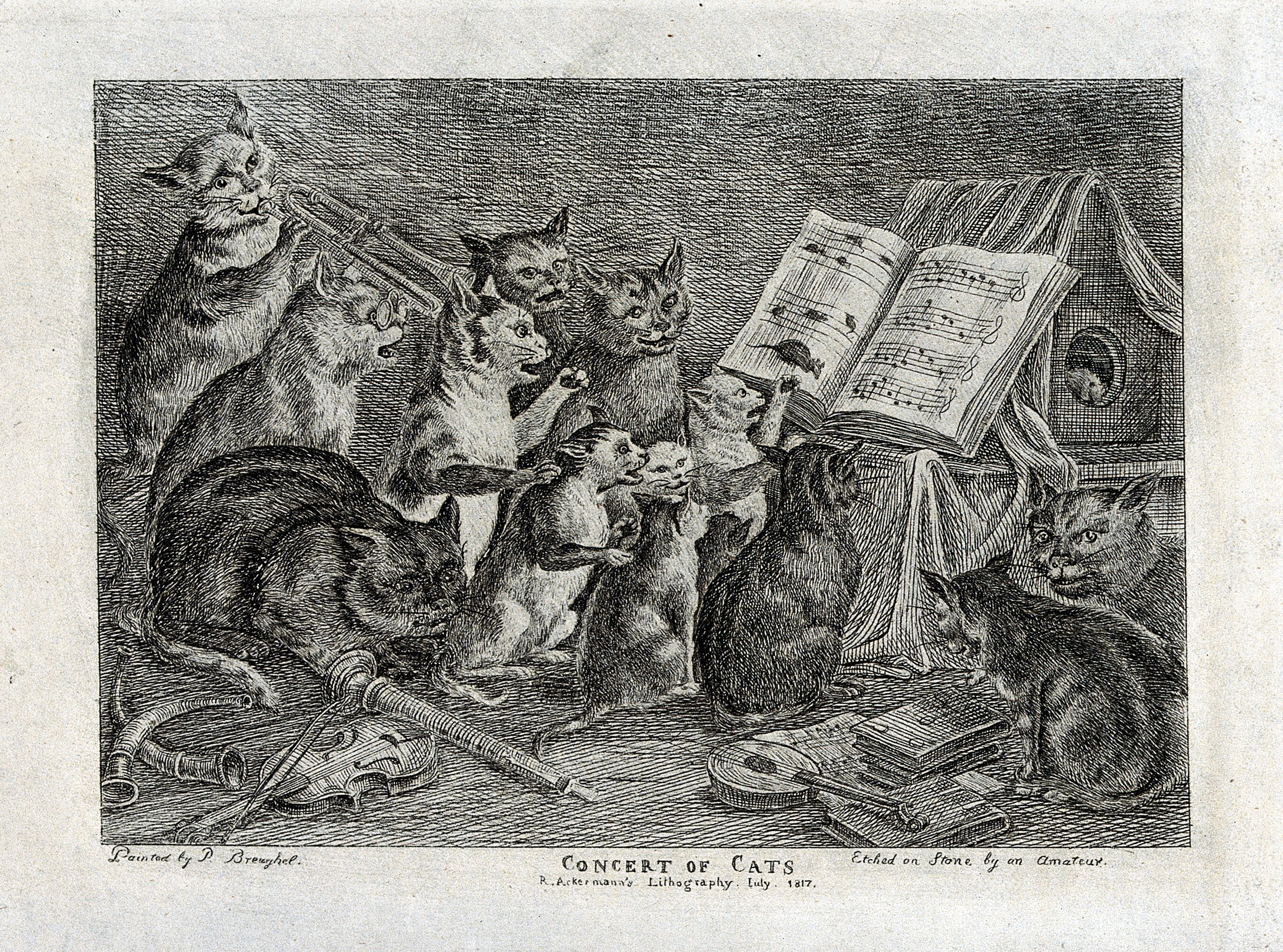
Concert de chats, gravure de 1817 d'après Breughel

Des tentatives d'explications rationnelles ont été cherchées. Il a ainsi été proposé que le sabbat des chats soient une interprétation des effets connus de la valériane sur les chats. Cette plante possède en effet des effets apaisants mais aussi euphorisants sur eux. Leur consommation aurait pu favoriser des réunions félines agitées. Mais l'explication la plus satisfaisante vient des miaulements étranges et stridents des concerts amoureux des chats, leur vacarme pouvant être qualifié d'infernal.

## Évocation artistique
Boileau évoque un sabbat de chats dans sa Satire intitulée Les Embarras de Paris :

« Qui frappe l’air, bon Dieu ! de ces lugubres cris ?
Est-ce donc pour veiller qu’on se couche à Paris ?
Et quel fâcheux démon, durant les nuits entières,
Rassemble ici les chats de toutes les gouttières ? »

— Boileau, Les Embarras de Paris

## Localisations du sabbat des chats en France
Certaines régions sont riches en sabbats de chats, c'est le cas de la Vendée et de la Bretagne. Cette superstition semble en revanche totalement absente du sud de la France.
| Site                                             | Dpt | Commune                   | Référence | Coordonnées                                                                  |
| ------------------------------------------------ | --- | ------------------------- | --- | ---------------------------------------------------------------------------- |
| rue des Satans                                   | 03  | Chantelle                 | « Au-dessous de l' enclos est un emplacement pierreux et encaissé qu' on appelle la rue des Satans. C' est là , suivant une tradition entretenue par la superstition populaire, que se tient le sabbat des chats » « La croix placée plus loin à gauche, sur le chemin montueux de Croset, jouit d'un autre privilège : c'est à ses pieds que se tient le sabbat des chats » | 46° 14′ 05″ N, 3° 09′ 46″ E approx.                                          |
| au sommet d'un vieux saule                       | 08  | Attigny                   | « Les chats, eux aussi, tenaient leur sabbat, et des vieillards ont assuré, mais sans pouvoir donner de détails, qu'ils se réunissaient le samedi de chaque semaine au sommet d'un vieux saule (?) pour y célébrer d'incroyables orgies » | 49° 28′ 44″ N, 4° 35′ 28″ E approx.                                          |
| au sommet du volcan du Suc-de-la-Pèze            | 15  | La Chapelle-Laurent       | « Les chats des environs se rendaient au sommet du volcan du Suc-de-la-Pèze au-dessus du village de La Chapelle Laurent. Ils suivaient un sentier nommé la piste des chats et arrivaient au sommet à minuit. Le diable les y attendait et passait au milieu d'eux et les faisait tourner autour de lui dans une ronde infernale qui durait toute la nuit. Mais à l'aube, les chats étaient dévorés les uns après les autres par leur maître. aussi, quand un chat disparaissait, on disait qu'il s'était rendu au sabbat des chats. » | 45° 09′ 18″ N, 3° 13′ 58″ E                                                  |
| la chaise du diable                              | 19  | Collonges-la-Rouge        | « près de Meyssac se trouve la chaise du diable qui, lors des sabbats, attirait tous les chats des environs » | 45° 05′ 13″ N, 1° 40′ 13″ E                                                  |
| carrefour                                        | 22  | Le Vieux-Marché           | « Je parie qu’il va se rendre tout droit au carrefour du Petit-Keranborn et de Guernaham, où tous les chats du quartier tiennent leur sabbat » | 48° 35′ 15″ N, 3° 27′ 25″ O                                                  |
| lande d'Evran                                    | 22  | Évran                     | « Quelques-uns disaient qu'il avait dérangé le sabbat des « chats courtauds » sur la lande d'Evran, et que ces malins démons lui avaient percé le cœur d'un coup d'aiguille » | 48° 23′ 09″ N, 2° 00′ 32″ O                                                  |
| Bois-Bras                                        | 22  | Saint-Cast-le-Guildo      | « Au temps jadis, les chats-sorciers allaient danser autour des croix, et ils récompensaient ceux qui leur rendaient service en passant. Un soir un homme de la métairie du Bois-Bras qui revenait du bourg où il était allé faire forger le soc de sa charrue, entendit du bruit derrière lui, et vit venir sur le chemin une petite troupe. Quand les chats-sorciers arrivèrent près de la croix, ils s'arrêtèrent et se mirent à parler ensemble »                                                                                 | 48° 36′ 50″ N, 2° 16′ 01″ O                                                  |
| la Croix aux Merles                              | 22  | Saint-Cast-le-Guildo      | « les enfants sont aussi emportés à la Croix aux Merles où se tiennent les sabbats des chats » | 48° 34′ 58″ N, 2° 14′ 04″ O                                                  |
| la croix du Meurtel                              | 22  | Plévenon                  | « Il y avait jadis à Plévenon des chats-sorciers qui se réunissaient tous les soirs, à la croix du Meurtel, auprès de Château-Serin, ou à la croix de Gouéhas, sur la lisière de la Lande de Fréhel » | 48° 38′ 41″ N, 2° 19′ 00″ O                                                  |
| la croix de gouéhas                              | 22  | Plévenon                  | « Il y avait jadis à Plévenon des chats-sorciers qui se réunissaient tous les soirs, à la croix du Meurtel, auprès de Château-Serin, ou à la croix de Gouéhas, sur la lisière de la Lande de Fréhel » | 48° 39′ 51″ N, 2° 19′ 35″ O                                                  |
| vieux château                                    | 27  | Vernon                    | « des sorciers ayant pris la forme de chats, se réunissaient nuitamment dans un vieux château abandonné, près de la coquette ville de Vernon, sur la Seine, un peu plus loin que Mantes-la-Jolie » | 49° 04′ 51″ N, 1° 28′ 15″ E                                                  |
| dolmen de la pierre couverclée                   | 28  | Moriers                   | dolmen où, « selon la légende, des anciens du pays, tous le chats des hameaux voisins venaient faire le sabbat la veille de Noël », | 48° 13′ 07″ N, 1° 25′ 13″ E approx.                                          |
| mégalithe du Perron de Carême-Prenant            | 28  | Alluyes                   | « on dit que tous les ans les chats des environs viennent faire le sabbat pendant la nuit de Noël sur le Perron de Carême-Prenant », | 48° 14′ 21″ N, 1° 24′ 20″ E approx.                                          |
| la croix Magueron (croix Magaro)                 | 35  | Saint-Père-Marc-en-Poulet | « La croix Magueron, en Saint-Père-Marc-en-Poulet, a un lugubre renom, pour les sabbats infernaux qu'y font les chats, accourus des quatre coins du pays, à dix lieues à la ronde » | 48° 36′ 30″ N, 1° 55′ 04″ O                                                  |
| dans un carroir, au pied d'une croix             | 36  | Éguzon-Chantôme           | « Enfin, du côté d'Éguzon, il passe pour certain que les chats ont un sabbat particulier qu'ils tiennent régulièrement chaque année dans un carroir, au pied d'une croix, et pendant la nuit qui sépare le mardi gras du mercredi des Cendres » | 46° 26′ 15″ N, 1° 33′ 44″ E approx.                                          |
| carrefours de la Crouzette                       | 36  | Saint-Benoît-du-Sault     | « A St Benoit du Sault, dans l'Indre, aux antiques carrefours de la Crouzette dans la nuit de Noël se réunissaient tous les chats de la région pour y tenir leur sabbat, danser, chanter,crier » | 46° 26′ 26″ N, 1° 23′ 22″ E approx. carrefours de la Crouzette non localisés |
| forêt de Sainte-Julitte                          | 37  | Saint-Flovier             | « Les chats dansaient autrefois dans la forêt de Sainte-Julitte sur une « fresche » carrée. Maintenant, ils dansent « au carroué » de Bonchamp, à Ligueil » | 46° 58′ 30″ N, 0° 58′ 30″ E                                                  |
| carroué de Bonchamp                              | 37  | Ligueil                   | « Les chats dansaient autrefois dans la forêt de Sainte-Julitte sur une « fresche » carrée. Maintenant, ils dansent « au carroué » de Bonchamp, à Ligueil » | 47° 01′ 39″ N, 0° 50′ 01″ E                                                  |
| Carroir des prés                                 | 37  | Loché-sur-Indrois         | « La nuit du mardi-gras-, chats et sorciers font le sabbat. Dans le Lochois, le lieu du rendez-vous se trouve au « Carroir des prés », dans des bois situés près la forêt de Loches, non loin de Loché » | 47° 06′ 41″ N, 1° 08′ 10″ E approx.                                          |
| lac de Bonlieu                                   | 39  | Bonlieu                   | « On dit que , passant un soir par les bords du lac de Bonlieu, le baron du château y fut tout-à-coup assailli et pris à la gorge par une troupe de chats noirs qui tenaient le sabbat sur un arbre de la forêt, et qu' il succomba sous le nombre » | 46° 35′ 13″ N, 5° 52′ 33″ E                                                  |
| Menhir de la Grande Pierre                       | 41  | Averdon                   | « Selon la tradition, le menhir était connu comme un lieu du sabbat fréquenté par les chats qui venaient y danser la nuit du Carnaval » | 47° 40′ 20″ N, 1° 19′ 23″ E                                                  |
| le Château aux Chats                             | 45  | Paucourt                  | « le Château aux Chats est ainsi nommé parce que les chats du pays s'y assemblaient et faisaient leur sabbat » | 48° 01′ 42″ N, 2° 49′ 00″ E                                                  |
| au sommet des Cinq-Chemins                       | 79  | Saint-Martin-de-Bernegoue | « les chats, prétendait-on, se réunissaient au sommet des Cinq-Chemins . Ils apportaient de quoi faire des crêpes, les mangeaient et organisaient ensuite une ronde autour du foyer où elles avaient été cuites ! » | 46° 13′ 49″ N, 0° 19′ 59″ O                                                  |
| à l'Ormeau grillé (ou ormeau grellier)           | 79  | Surin                     | « ceux de Surin vont au sabbat à l'Ormeau grillé », | 46° 28′ 01″ N, 0° 27′ 18″ O                                                  |
| carrefour la poterne à maçon                     | 79  | Ménigoute                 | « à menigoute, sur la route qui conduit à saint-germier, à environ 1km après la sortie du bourg, de trouve un carrefour poterne à maçon » | 46° 28′ 59″ N, 0° 02′ 50″ O                                                  |
| la belle croix, carrefour de la Bassée aux chats | 79  | Brioux-sur-Boutonne       | « sur la route de saint-romans à périgné, se trouve un lieu-dit la belle croix, c'est à ce carrefour que se trouvait la Bassée aux chats » | 46° 09′ 41″ N, 0° 13′ 44″ O                                                  |
| la Roche aux Chats                               | 85  | Soullans                  | « Quand le coq chanta deux autres blocs glissèrent des griffes du maudit sur le territoire de Soullans ; l'un fut appelée la Roche aux Chats parce que les chats y tenaient leur sabbat avant sa destruction en 1860 » | 46° 47′ 40″ N, 1° 52′ 39″ O                                                  |
| la croisée Nérotte                               | 85  | La Chaize-Giraud          | « A la Chaize Giraud les chats vont une fois par an au sabbat à la croisée Nérotte » | 46° 38′ 59″ N, 1° 48′ 52″ O approx. croisée Nérotte non localisée            |
| la croix de Traineau                             | 86  | Valdivienne               | « au sud de Cubord, la croix de Traineau était jadis désignée comme lieu de réunion pour le sabbat des chats. Comme ailleurs, celui-ci se déroulait durant la nuit de carnaval. Ce sabbat de chats était décrit comme l'un des plus importants de la région. La nuit durant, on entendait alentour d'effrayant miaulements. Il fallait se garder d'approcher de l'endroit. Quiconque dérangeait les chats dans leur réunion diabolique était aussitôt déchiqueté par eux. »                                                           | 46° 28′ 48″ N, 0° 39′ 11″ E                                                  |
| fontaine des cent mille diables                  | 87  | Châteauneuf-la-Forêt      | « à proximité du lieu-dit la croix de serre était une source aujourd'hui disparue appelée fontaine des cent mille diables; cette source, située dans un ravin était l'objet d'une croyance effrayante, on affirmait à son sujet que la nuit de carnaval, tous les chats des environs venaient y faire leur sabbat » | 45° 41′ 41″ N, 1° 37′ 19″ E                                                  |